# Ornithocephalus biloborostratus
Ornithocephalus biloborostratus är en orkidéart som beskrevs av Gerardo A. Salazar och Roberto González Tamayo. Ornithocephalus biloborostratus ingår i släktet Ornithocephalus och familjen orkidéer. Inga underarter finns listade i Catalogue of Life.